# Tekken 6
Tekken 6 (яп. 鉄拳6 Тэккэн 6, «Железный Кулак 6») — компьютерная игра в жанре файтинг, разработанная японской командой Tekken Project Team, подразделением Bandai Namco Studio, и выпущенная японским издателем Bandai Namco Entertainment 26 ноября 2007 года для аркадных автоматов и 27 октября 2009 года для Xbox 360, PlayStation 3 и PlayStation Portable. Это шестая основная игра в серии Tekken.

## Игровой процесс
Игровой процесс следует традициям серии: игроки начинают с выбора персонажа, которого они будут использовать на протяжении всего турнира. В каждом раунде турнира победителем объявляется тот, кто первым нокаутирует соперника два раза, хотя число нокаутов может быть увеличено до пяти. Если к моменту, когда таймер раунда достигнет нуля, и ни один из игроков не одержит победу, победителем будет признан тот, у кого больше здоровья. Из нововведений, стены и полы на аренах теперь разрушаемы, что позволяет открывать новые зоны для битвы. В Tekken 6 также была улучшена настройка персонажей и добавлена новая механика под названием «Ярость», которая повышает урон, наносимый игроком, когда его здоровье опускается ниже определённой отметки. В игре появилось шесть новых играбельных персонажей, а также появилась возможность, пробивая пол или стены, перемещать бой на другую часть арены.

### Режимы игры
- Scenario Campaign — практически самостоятельная часть игры, аналог режима Tekken force из предыдущих игр серии. Основной сюжет кампании концентрируется на двух новых персонажах — Ларсе Александерссоне и Алисе Босконович, но играть в режиме можно и за других персонажей, которые открываются по мере прохождения игры. Управление базируется на стандартном управлении персонажами в аркадном режиме — в кампании доступны все приемы персонажей. Также можно использовать три вида оружия — трубу, пулемет и огнемет. Помимо зон с персонажами в качестве боссов, в кампании есть так называемая Арена — аналог режима истории из Tekken 4 и Tekken 5. После первого прохождения режима Scenario Campaign открываются дополнительные уровни для прохождения. Помимо одиночного прохождения кампании(где партнером игрока являются Ларс или Алиса, а в некоторых уровнях — Рэйвен), существует кооперативный режим прохождения кампании (только в онлайне). В нем меньше уровней, но противники куда сильнее, чем в обычном режиме. В версии игры для PSP данный режим отсутствует.
- Аркадный бой — режим, состоящий из 9 этапов. На первых 2 этапах противниками являются персонажи управляемые ИИ. На следующих 4 этапах противниками являются призраки других игроков. На седьмом этапе появляется бонусный босс Nancy-MI847J. Этот этап уникален тем что состоит из 1 раунда вне зависимости от настроек и тем что вне зависимости от исхода боя можно перейти на следующий этап. На 8 этапе появляется Дзин Кадзама. На 9 этапе появляется Азазель в качестве финального босса. Влияет на ранг.
- Бой с призраками — режим, в котором нужно сражаться с призраками других игроков с целью повышения ранга.
- Бой один на один — режим против другого игрока но в отличие от других сетевых режимов требует не доступ к интернету а подключения к PS3 или Xbox 360 2 контроллеров. Не влияет на ранг. Отсутствует в PSP версии.
- Командный бой — бой между 2 командами персонажей. В команде может быть от 1 до 8 персонажей. Этот режим может быть как против ИИ так и против другого игрока. Отсутствует в PSP версии.
- Атака на время — режим в котором нужно пройти все этапы режима «Аркадный бой» на время.
- Выживание — режим в котором нужно сражаться против персонажей управляемых ИИ с ограниченным здоровьем.
- Тренировка — режим, в котором можно тренироваться играть за определенных персонажей. В нем 3 режима: Вольный стиль, Тренировка с ИИ и отработка обороны.
- Золотая лихорадка — режим, в котором нужно нанести как можно больше урона противнику, чтобы получить как можно больше денег. Этот режим присутствует только в PSP версии.

### Персонажи
В игре представлено 43 персонажа, включая 35 вернувшихся и 8 новых.
- Азазель а
- Алиса Босконович б
- Анна Уильямс
- Армор Кинг
- Асука Кадзама
- Боб Ричардс
- Брайан Фьюри
- Брюс Ирвин
- Ван Цзиньжэй
- Ганрю
- Джек-6
- Джулия Чан
- Дзин Кадзама
- Дьявол Дзин
- Ёсимицу
- Зафина
- Кадзуя Мисима
- Кинг
- Кристи Монтейру
- Крэйг Мардук
- Кума
- Ларс Александерссон б
- Лео Клисен
- Ли Чаолан
- Лили
- Лин Сяоюй
- Лэй Улун
- Маршалл Ло
- Мигель Кабальеро Рохо
- Мокудзин
- Nancy-MI847J а
- Нина Уильямс
- Панда
- Пол Феникс
- Пэк Тусан
- Роджер-младший
- Рэйвен
- Сергей Драгунов
- Стив Фокс
- Фэн Вэй
- Хваран
- Хэйхати Мисима
- Эдди Горду

↑  Неиграбельный персонаж

↑  Добавлен в Tekken 6: Bloodline Rebellion

## Сюжет

### Синопсис
Как только Дзин Кадзама занял пост главы клана Мисима и пост директора дзайбацу «Мисима», он резко меняется как личность и становится таким же злодеем, как и его отец. Он объявляет дзайбацу «Мисима» независимым государством и начинает войну за ресурсы с другими державами, используя «Отряд Тэккэн» в качестве основы своих вооруженных сил, чем провоцирует начало Третьей мировой войны. Кадзуя Мисима на тот момент является негласным лидером корпорации G (единственной, которая на тот момент может противостоять дзайбацу «Мисима») и организовывает награду за голову Дзина. В ответ Дзин объявляет о начале нового турнира «Король Железного Кулака». План Дзина — сделать как можно более негативную обстановку в мире, чтобы вызвать злого духа Азазеля, а затем уничтожить его. Параллельно Хэйхати и Кадзуя организовывают охоту, предлагая награду за голову Дзина. Ларс Александерссон и половина «Отряда Тэккэн» решают восстать против Мисима Дзайбацу и создают отряд Иггдрасиль.

## Разработка

### Создатели
Tekken 6, как и предыдущие части серии, была разработана командой Tekken Project, являющейся структурным подразделением компании Bandai Namco Entertainment. Как и над предыдущими играми серии, над Tekken 6 работали продюсер серии Кацухиро Харада и геймдизайнер Майкл Мюррей.

## Выход

### ВыходTekken 6: Bloodline Rebellion

Постер японской версии Tekken 6: Bloodline Rebellion.

18 декабря 2008 года состоялся релиз Tekken 6: Bloodline Rebellion (яп. 鉄拳6 ブラッドライン リベリオン Тэккэн Сикудзу Бураддорайн Рибэрион) (рус. Tekken 6: Кровное Восстание) — обновлённой версии игры для аркадных автоматов.

## Восприятие
| Сводный рейтинг    | Сводный рейтинг                         |
| Агрегатор          | Оценка                                  |
| ------------------ | --------------------------------------- |
| GameRankings       | PS3: 79,65 % X360: 80,94 % PSP: 82,12 % |
| Metacritic         | PS3: 79/100 X360: 80/100 PSP: 82/100    |
| «Критиканство»     | PS3, X360: 77/100 PSP: 85/100           |
| Иноязычные издания |                                         |
| Издание            | Оценка                                  |
| 1UP.com            | B+ (первое мнение) A− (второе мнение)   |
| Eurogamer          | 7/10 (первое мнение) 8 (второе мнение)  |
| Game Informer      | 8.75/10                                 |
| GameRevolution     | B−                                      |
| GameSpot           | 8.5 (первое мнение) 8 (второе мнение)   |
| GameSpy            | PS3: 3.5/5 PSP: 4/5                     |
| GameZone           | 8.4                                     |
| IGN                | PS3/X360: 8.8 PSP: 8.5                  |
| TeamXbox           | 9.2/10                                  |
| VideoGamer         | 8/10                                    |

### Списки и рейтинги
Tekken 6 получил в целом положительные оценки от игровых журналистов. Рейтинг вариации игры для консоли PlayStation 3 на агрегаторе Metacritic составил 79 баллов из возможных 100 на основе 63 рецензий, 45 из которых были положительными, а 18 — смешанными. Чуть более высокого рейтинга удостоилась версия для Xbox 360, составившего 80 баллов на базе 59 обзоров профильных критиков: 45 положительных и 14 смешанных. Самую высокую оценку получило издание игры для портативной консоли PlayStation Portable — 82 балла; результат строился на 39 отзывах обозревателей, 37 из которых носили положительный характер, а 2 — смешанный. Согласно агрегатору GameRankings, средняя оценка версии игры для PlayStation 3 составляет 80 баллов из 100 на основании 50 рецензий, а для Xbox 360 — 81 балл на основании 40 рецензий. Общий рейтинг вариации Tekken 6 для PlayStation 3 и Xbxo 360 на агрегаторе «Критиканство», подсчитываемый на основе рецензий русскоязычных изданий, составил 77 баллов из 100 на основе 12 обзоров: 9 положительных, 1 смешанного и 2 негативных. По итогам полученных 77 баллов на «Критиканстве», Tekken 6 занял 60 место в рейтинге лучших игр 2009 года агрегатора.